# Чін Ий Джон
Чін Ий Джон (кор. 진의종, 陳懿鍾, Chin Iee-chong; 13 грудня 1921 — 11 травня 1995) — корейський політик, сімнадцятий прем'єр-міністр Республіки Корея.

## Кар'єра
Здобув освіту в Імператорському університеті Койдзьо. 1945 року працював в управління сільського господарства Хоккайдо (Японія).
1971 року був обраний до лав південнокорейського парламенту. Восени 1983 року очолив Уряд Республіки Корея. Під час перебування на посаді прем'єр-міністра пережив інсульт. За рік вийшов у відставку, після чого отримав портфель віцепрем'єр-міністра й міністра економічного планування (до 1985).